# St. Nikolaus von Flüe (Bochum)

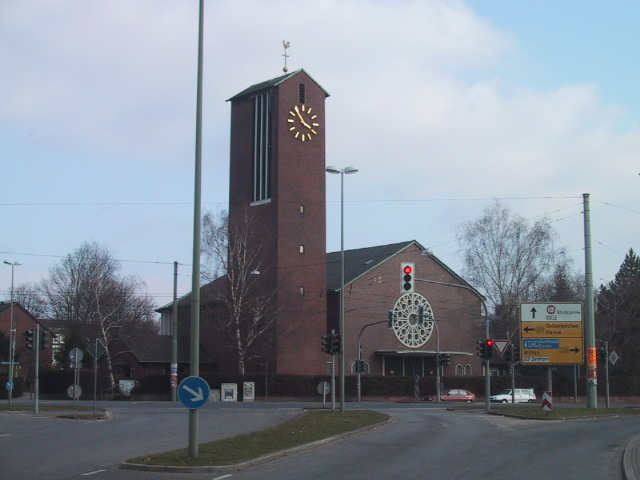
Ansicht der Kirche, 2006

Die Kirche St. Nikolaus von Flüe ist ein römisch-katholisches Kirchengebäude in Bochum-Marmelshagen Die nach dem heiligen Niklaus von Flüe benannte Kirche befindet sich in der Dorstener Straße 368 (Ecke Poststraße) und gehört zur Pfarrei St. Peter und Paul im Dekanat Bochum und Wattenscheid des Bistums Essen.

## Geschichte
Bereits 1930 erwarb die St.-Franziskus-Pfarrei einen Kirchbauplatz in Marmelshagen, jedoch erst am 25. September 1955 konnte die Grundsteinlegung für die Kirche vollzogen werden. Die geostete Kirche mit ihrem freistehenden Turm wurde nach Plänen des Architekten Otto Weicken gebaut und am 24. Juni 1956 geweiht. Im Jahre der Kirchweihe erklangen drei neue Gussstahlglocken des Bochumer Vereins, gestimmt auf h° (Christus), d′ (Nikolaus von Flüe) und e′ (Regina Pacis). 1958 kam die kleine Glocke fis′ (Josef) als Stiftung der Katholischen Arbeitnehmer-Bewegung (KAB) hinzu.

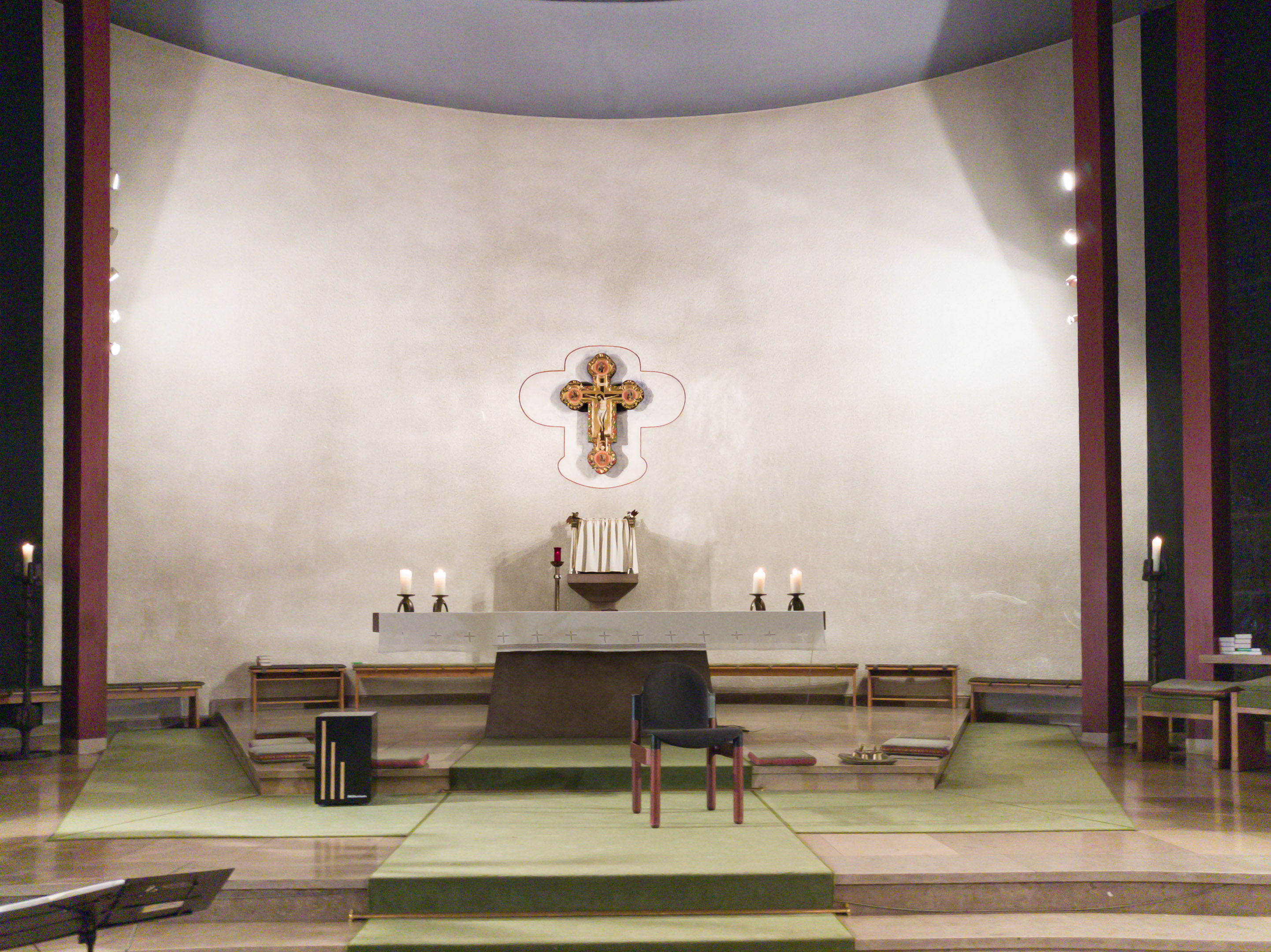
Innenraum der Kirche mit Arbeiten von Elisabeth Treskow

Die Fenster der Kirche stammen von Gabriel Loire. Von der bedeutenden Goldschmiedin und geborene Bochumer Elisabeth Treskow stammt Teile der liturgischen Einrichtung, wie Tabernakel, Altarkreuz und Kerzenleuchter.
Am 1. April 1955 erfolgte die Errichtung der Pfarrvikarie St. Nikolaus von Flüe, die bereits am 1. November 1956 zu einer selbstständigen Pfarrei erhoben wurde. Seit dem 1. September 2008 gehört die Kirche zu dem damals aus den beiden Dekanaten Bochum und Wattenscheid gebildeten Dekanat Bochum und Wattenscheid. Ebenfalls seit diesem Tag gehört die Kirche zur Pfarrei St. Peter und Paul.
Die Kirche ist seit dem 31. März 2005 denkmalgeschützt.